# Мормэр

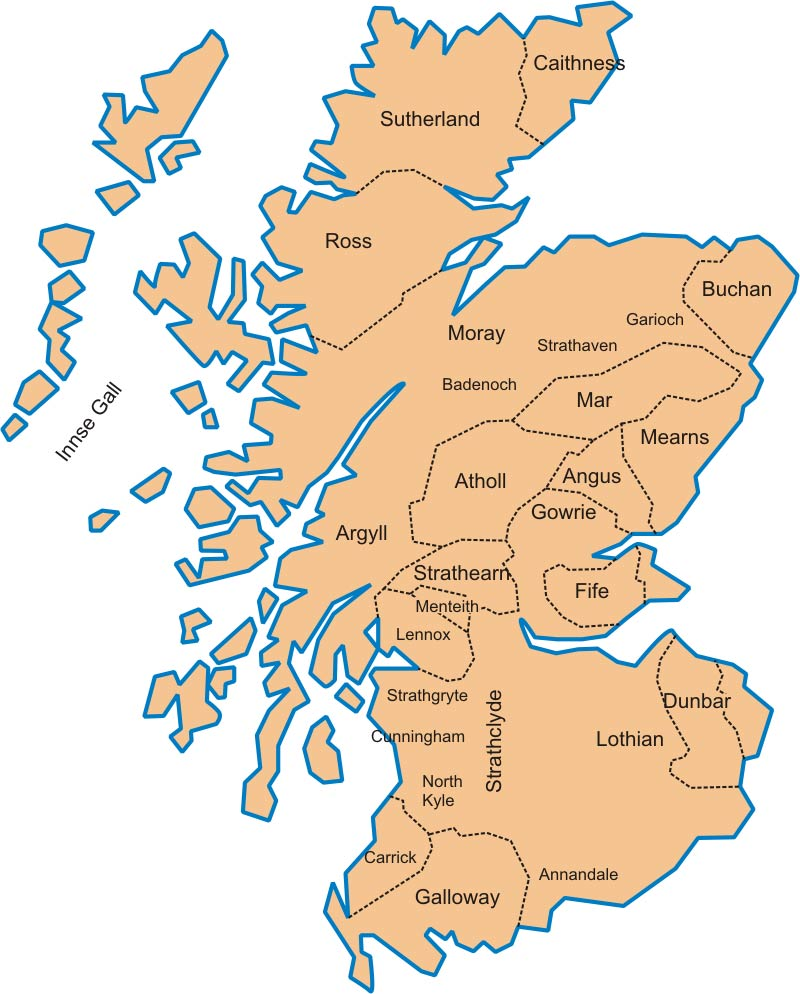

Мормэ́р (англ. Mormaer) — титул высшей аристократии в средневековой Шотландии.

## Терминология
Первоначально мормэр на гэльском языке и пикто-латыни обозначало лорд моря. На средневековую латынь переводилось как граф (comes) или герцог (dux). Как правило, мормэр управлял провинцией или областью страны. Теоретически мормэры подчинялись непосредственно королю, однако часто пользовались большой самостоятельностью.

## История
В XI столетии (до 1100 года) в Шотландии, на её севере, существовало 6 провинций, принадлежавших мормэрам:
- Морей — на территории нынешних областей Морей, Абердиншир и восточного Хайленда
- Фота, или Атолл — в районе проживания пиктов вокруг Сконе и на запад, до Кинтайра, включая острова Арран, Джура, Айлей, Айона
- Кирех — ныне Ангус и Мэрнси
- Ке — ныне Марр и Бухан
- Фиобх — ныне Файф
- Фортриу — ныне Стрэтхерн.

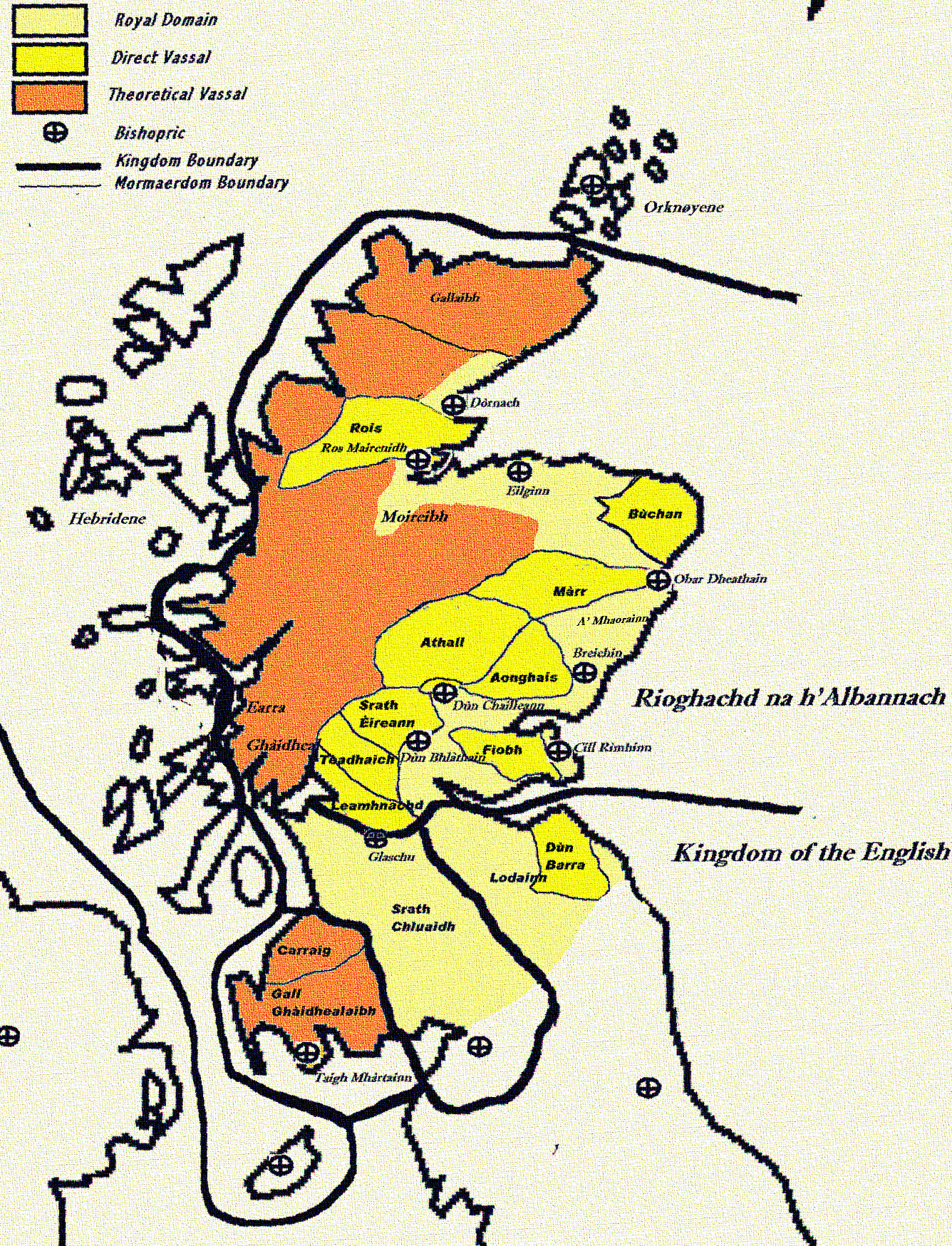
Владения мормэров и королевские земли в Шотландии

Позднее в Шотландии насчитывалось 12 — 15 наследных мормэров: Ангус, Атолл, Бухан, Каррик, Файф, Леннокс, Мар, Мэрнс, Ментэйт, Морей, Росс, Стрэтхерн, а также мормэр Кэтнесс (граф Оркнейский), граф Данбар и граф Сазерленд.
Впервые титул мормэр письменно упоминается в связи со Второй битвой при Корбридже в 918 году, в Анналах Ульстера. Первым известным по имени мормэром является Дубакан Мак Индрехтайх, один из соратников Амлайба, сына шотландского короля Константина II. Дубакан, мормэр Ангуса, погиб в 937 году в битве при Брунанбурге.
Наиболее крупная из областей, принадлежавших мормэрам, была Морей, властители которой неоднократно претендовали на высшую власть в стране. Так, в 1040 году королём Шотландии стал мормэр Морея Макбет.